# Aleksander Jakovljevič Rudzevič
Aleksander Jakovljevič Rudzevič (rusko Александр Яковлевич Рудзевич), ruski general, * 1775, † 1829.
Bil je eden izmed pomembnejših generalov, ki so se borili med Napoleonovo invazijo na Rusijo; posledično je bil njegov portret dodan v Vojaško galerijo Zimskega dvorca.

## Življenje
Pri desetih letih je vstopil v Preobraženski polk. 27. marca 1792 je bil kot stotnik dodeljen generalštabu ter poslan na Poljsko. Sodeloval je pri zatrtrju poljskega upora leta 1794, pri čemer je bil ranjen. Pozneje se je ukvarjal z izdelavo zemljevidov različnih področij Rusije. 
Na lastno željo je bil leta 1801 dodeljen Troickemu pehotnemu polku (pozneje je bil preoblikovan v mušketirski polk), ki je bil namenjen na Kavkaz. 6. decembra 1804 je bil povišan v polkovnika. 17. marca 1805 je bil imenovan za poveljnika Troickega mušketirskega polka in 16. januarja 1806 je postal poveljnik Tifliskega mušketirskega polka. 
20. aprila 1807 je bil zaradi zdravstvenih težav odpuščen iz vojaške službe. 3. decembra 1809 je bil ponovno aktiviran kot poveljnik 22. lovskega polka, s katerim se je uspešno bojeval na Kavkazu v letih 1810–11; zaradi zaslug je bil 8. februarja 1811 povišan v generalmajorja. 
Leta 1813 je postal poveljnik lovske brigade; 15. septembra 1813 je bil povišan v generalporočnika. 
Po vojni je postal poveljnik 13. pehotne divizije, 9. aprila 1816 načelnik štaba 2. armade, 22. februarja 1819 poveljnik 7. pehotnega korpusa in 8. novembra 1826 je postal poveljnik 3. pehotnega korpusa.
22. avgusta 1826 je bil povišan v generala pehote. Udeležil se je rusko-turške vojne leta 1828–29. 
Umrl je nenadoma zaradi paralize, kmalu potem ko je izvedel, da je bil njegov sin ranjen v bojih s Turki.